# Radoszkowskiana rufiventris
Radoszkowskiana rufiventris is een vliesvleugelig insect uit de familie Megachilidae. De wetenschappelijke naam van de soort is voor het eerst geldig gepubliceerd in 1838 door Spinola.
Radoszkowskiana rufiventris is een kleptoparasitische bij. Ze parasiteert op Megachile nigripes. Deze soorten komen voor in Egypte. Megachile nigripes boort haar nest in verticale wanden van harde, droge klei; dit zijn tunnels die tot 8 cm diep zijn. Daarin maakt ze een aantal cellen met telkens een eitje dat ligt op een voedselvoorraad van stuifmeel en nectar. De cellen worden gescheiden door een wand opgebouwd uit bodemdeeltjes.
R. rufiventris legt haar eitje boven op een eitje van M. nigripes. Dit gebeurt waarschijnlijk wanneer het wijfje van M. nigripes afwezig is om materiaal te halen waarmee ze een cel wil sluiten; ofwel maakt R. rufiventris een gesloten cel terug open om haar eitje te leggen. Het embryo van R. rufiventris ontwikkelt zich snel zodat het uitkomt voor dat van de gastheer. De eerste instar van R. rufiventris begint zich dan te voeden met het ei van de gastheer. Tijdens het tweede van in totaal vijf larvale stadia is het eitje van de gastheer volledig verteerd en begint de larve zich te voeden met de voedselvoorraad die in de cel was aangelegd door het wijfje van M. nigripes.
Megachile nigripes heeft overigens nog een tweede kleptoparasiet, namelijk Coelioxys decipiens.